# Kanan
Kanan (河南町, Kanan-chō) és una vila i municipi de la prefectura d'Osaka, a la regió de Kansai, Japó. Kanan es troba al districte de Minamikawachi.

## Geografia
La vila de Kanan es troba a l'àrea muntanyosa del sud-est de la prefectura d'Osaka i està adscrita pel govern prefectural a la regió de Minamikawachi o Kawachi sud, en record de l'antiga província i del districte on es troba. El terme municipal de Kanan limita amb els de Taishi al nord, Chihaya-Akasaka al sud, Tondabayashi a l'oest i la prefectura de Nara a l'est. Al terme municipal de Kana es troben els monts Kongō i Yamato Katsuragi.

## Història
Fins a l'era Meiji l'àrea on actualment es troba Kanan formava part de l'antiga província de Kawachi. Des de 1899 fins a 1956 el territori estava assignat al districte de Minamikawachi, com a l'actualitat, però el 30 de setembre de 1956 es fundà la nova vila de Kanan fruit de la unió dels pobles d'Ishikawa, Shiraki, Kōchi i Naka. Alguns d'aquest pobles havien format part de l'actualment desaparegut districte d'Ishikawa de 1868 a 1896.

## Transport
Degut a la seua situació llunyana dels nuclis més poblats, la vila de Kanan no té cap estació de ferrocarril.